# Ralph Harrison (Leichtathlet)
Ralph Harrison (* 1885 in Cullercoats, Tyne and Wear; † Dezember 1966 in Whitley Bay) war ein britischer Geher.

## Leben
Ralph Harrison war der Sohn eines selbständigen Northumberlander Fischers. Harrison gewann das 2-Meilen-Gehen der AAA Championships der Amateur Athletic Association 1907 und wurde 1906 and 1908 Dritter.
Bei den Olympischen Spielen 1908 in London wurde er im Finale über 3500 Meter Gehen disqualifiziert. Im Finale des 10-Meilen-Gehens verzichtete er auf einen Start, weil er keinen Urlaubstag vom Lebensmittelgeschäft bekam, in dem er arbeitete.